# Каримов, Шерзод
Шерзод Каримов (узб. Sherzod Karimov; род. 26 января 1989 года; Зарафшан, Узбекская ССР) — узбекский футболист. Полузащитник ташкентского «Пахтакора» и национальной сборной Узбекистана.

## Карьера
Шерзод Каримов начал свою профессиональную карьеру в 2006 году в составе команды Первой лиги «Шайхонтохур». В 2008 году он перешёл в клуб Высшей лиги «Кызылкум». В составе «Кызылкума» Каримов играл до начала 2009 года и за это время сыграл в составе команды двенадцать матчей.
В начале 2009 года он подписал контракт с ташкентским «Пахтакором». В феврале 2013 года «Пахтакор» сдал Шерзода Каримова в качестве аренды в китайский клуб «Циндао Чжуннэн». В составе китайской команды Шерзод Каримов не смог закрепиться в стартовом составе и в июне того же года вернулся в «Пахтакор». До сегодняшнего времени он сыграл в составе «Пахтакора» в 124 матче и забил 19 голов.

## Достижения
- Чемпион Узбекистана: 2012, 2014
- Вице-чемпион Узбекистана: 2009, 2010
- Бронзовый призёр Чемпионата Узбекистана: 2011
- Обладатель Кубка Узбекистана: 2009, 2011